# Stancija Skuratovo
Stancija Skuratovo (in russo stazione Skuratovo) è un insediamento rurale della Russia europea centrale, situata nella oblast' di Tula; appartiene amministrativamente al rajon Černskij.